# ورونیک کلودل
ورونیک کلودل (انگلیسی: Véronique Claudel؛ زادهٔ ۲۲ نوامبر ۱۹۶۶) ورزشکار دوگانه اهل فرانسه است.